# Ostre Bardo (województwo zachodniopomorskie)
Ostre Bardo (do 1945 r. niem. Wusterbarth) – wieś w Polsce położona w województwie zachodniopomorskim, w powiecie świdwińskim, w gminie Połczyn-Zdrój. W 2011 roku liczba mieszkańców we wsi Ostre Bardo wynosiła 277. 
Pozostałości średniowiecznego zamku w postaci wieży mieszkalnej i widocznego w środku wsi wyniosłego nasypu. Zamek był zbudowany na potrzeby rodu von Wolde, który w wyniku nadań przybył na Pomorze z Rugii około 1332 r.
Pierwsza wzmianka o wsi pochodzi z XIV wieku jako własność rodu Wolde. Ród Wolde ufundował we wsi niewielki ryglowy kościół wzniesiony w latach 1693–1694. Wewnątrz zachowało się wyposażenie fundacji Baltzera Heinrich Christoffa Wolde i jego żony Mari Agnis Von Kleist. We wnętrzu świątyni do dziś można podziwiać ambonę z roku 1697 i ołtarz z początku XVIII wieku. Najciekawszym elementem wystroju są interesujące z bogatą snycerką empory tuż za ołtarzem głównym. W roku 1863 do kościoła dobudowano wieże. Kościół w Ostrym Bardzie jest kościołem parafialnym pw. św. Katarzyny.